# Alexandre Giroud
Alexandre Giroud (Francia, 16 de marzo de 1981) es un piloto francés de cuatriciclos. Ganó la clase Quads de la Copa Mundial de Bajas de la FIM en 2015, del Rally Dakar de 2022 y del Campeonato Mundial de Rally Raid de 2022.

## Resultados

### Rally Dakar
| Año     | Categoría  | Vehículo     | Posición | Victorias de etapa |
| ------- | ---------- | ------------ | -------- | ------------------ |
| 2017    | Quads      | Yamaha       | 11.º     | -                  |
| 2018    | Quads      | Yamaha       | 4.º      | -                  |
| 2019    | Quads      | Yamaha       | 4.º      | -                  |
| 2020    | Quads      | Yamaha       | Ret.     | 1                  |
| 2021    | Quads      | Yamaha       | Ret.     | 5                  |
| 2022    | Quads      | Yamaha       | 1.º      | 2                  |
| 2023    | Quads      | Yamaha       | 1.º      | 4                  |
| 2024    | Quads      | Yamaha       | 2.º      | 6                  |
| 2025    | Challenger | G Rally Team | Ret.     | -                  |
| Fuente: |            |              |          |                    |

### Campeonato Mundial de Rally Raid (FIM)
| Año  | Clase | Vehículo | Posición | Puntaje | Victorias                       |
| ---- | ----- | -------- | -------- | ------- | ------------------------------- |
| 2022 | Quads | Yamaha   | 1.º      | 88      | 3 (Dakar, Andalucía y Marruecos |
| 2023 | Quads | Yamaha   | NC*      | 0       | 2 (Dakar y Marruecos)           |
| 2024 | Quads | Yamaha   | 5.º      | 30      | -                               |

Notas:
- NC: No cumplió con los lineamientos de la competencia.